# Carlo Andreoli (sportivo)
Carlo Andreoli (fl. XX secolo) è stato un cestista, altista e triplista italiano.

## Carriera
Era tesserato per la SEF Costanza Milano. Il 30 settembre 1917 arrivò terzo alle gare nazionali della FISA a Milano nel lancio della pietra.
Con la società milanese disputò anche delle gare di salto in alto e salto triplo nel 1919. Già nel 1913 divenne campione italiano di salto in alto (così come nel 1914) e salto in alto da fermo.
Nel 1920 fu scelto come capitano della sezione pallacanestro, che vinse il primo scudetto italiano.

## Palmarès
- Campionato italiano: 1

Costanza Milano: 1920